# 船桥里站
船橋里站（朝鲜语：선교리역；）曾为朝鲜铁路平德线上的一个车站，位于平壤寺洞區域，废止时间不明。